# Man'gyŏngdae-kuyŏk
Man'gyŏngdae-kuyŏk (koreanska: 만경대구역) är en kommun i Nordkorea.   Den ligger i provinsen Pyongyang, i den sydvästra delen av landet, 9 km väster om huvudstaden Pyongyang.